# Nannocyrtopogon richardsoni
Nannocyrtopogon richardsoni là một loài ruồi trong họ Asilidae. Nannocyrtopogon richardsoni được Wilcox & Martin miêu tả năm 1957. Loài này phân bố ở vùng Tân Bắc giới.